# Goto80
Goto80 (egentligen Anders Carlsson) är en svensk musiker från Göteborg. Han har sedan 1993 släppt gratis musik till demoscenen och på internet. Han första fysiska skiva Papaya EP släpptes 2001, och innehåller bland annat en chipversion av Kikki Danielssons hit "Papaya Coconut" från 1986. Han har även släppt ett fullängdsalbum, Commodore Grooves, på svenska chiplabeln Rebel Pet Set, som ägs och drivs av Johan Kotlinski. Musiken skapar han med hjälp av Commodore 64, Amiga 1200, Game Boy Color och PC och placeras således oftast i facket för bitpop eller chipmusik. På senare år har Goto80 uppmärksammats som en av de bästa musikerna inom sin genre både inom Sverige och internationellt, vilket har lett till många spelningar främst inom Europa, men även i USA.

## Diskografi

### Album
- Commodore Grooves - (2005)
- Digi-Dig - (2006)
- Made On Internet - (2007)
- Files in Space - (2014)

### Singlar och EP-skivor
- Papaya EP - (2001)
- Bushrunner - (2002)
- Monkeywarning - (2002)
- Copyslave EP - (2004)
- Bravo - (2005)
- Contech - (2005)